# Илзе (фильм)
«Илзе» (латыш. Ilze) — советский фильм 1959 года снятый на Рижской киностудии режиссёром Роландом Калныньшом по роману латышской писательницы Анны Броделе «Кровью сердца».

## Сюжет
1947 год. Латвийская ССР. Война только что окончилась. Деревенская девушка из бедняцкой семьи, комсомолка Илзе, горячо любит Рудиса, хотя он и сын кулака и о нём ходят разные слухи. Рудис ушёл от отца-кулака, вступил в колхоз, хорошо работает, стал бригадиром и подал заявление в партию. И это он настоял на том, чтобы Илзе вступила в комсомол, а теперь предлагает ей ехать в город учиться.
Между тем в колхозе орудуют какие-то скрытые враги: убит парторг Рутиньш, оклеветан лучший бригадир, происходят всякие неполадки… Правда, новый парторг Марта энергично взялась за дело, начала налаживать хозяйство. Но враги только затаились.
Случайно Илзе услышала разговор Рудиса со своим отцом. И только тут она поняла, кем на самом деле является её муж. Он участвовал в убийстве Рутиньша и теперь готовит покушение на Марту. В ужасе выбегает Иззе из дома и спешит предупредить Марту и колхозников. Заговорщиков арестовывают.

## В ролях
- Маргарита Жигунова — Илзе
- Эдуардс Павулс — Рудольф Сталей
- Лидия Фреймане — Марта
- Роберт Мустапс — Рутиньш
- Юлий Бебриш — Андрейс
- Янис Лусенс — Дегснис
- Вилма Лиепиня — Кристина
- Гунарс Плаценс — Петерис
- Улдис Лиелдидж — Хуго
- Карп Клетниекс — Стемпс
- Эмилия Берзиня — Иериниете
- Алфредс Видениекс — Таурупс
- Таливалдис Аболиньш — эпизод
- Петерис Петерсонс — эпизод
- Эльза Радзиня — эпизод
- Мартиньш Вердиньш — эпизод